# Horst Baier (Politiker, 1962)
Horst Baier (* 5. August 1962 in Salzgitter) ist ein deutscher Politiker (SPD). Er war von 2012 bis 2020 Bürgermeister der Samtgemeinde Bersenbrück. Seit dem 20. März 2020 leitet er die Stabsstelle „Informationstechnik der Landesverwaltung“ im Niedersächsischen Ministerium für Inneres und Sport.

## Leben
Baier legte sein Abitur 1981 am Gymnasium am Fredenberg in Salzgitter ab leistete seinen Zivildienst im Bereich der Altenpflege beim Deutschen Paritätischen Wohlfahrtsverband in Salzgitter. Danach studierte er Volkswirtschaftslehre in Kiel und Osnabrück. Nach seinem Abschluss als Diplom-Volkswirt arbeitete er als Vorstandsassistent und Controller beim HDI Haftpflichtverband der Deutschen Industrie Versicherungsverein auf Gegenseitigkeit in Stuttgart und Hannover. Im Jahre 1996 wechselte er zur Stadtverwaltung Braunschweig und leitete dort das neu geschaffene Referat Controlling. Nach einer Umorganisation war Baier Abteilungsleiter für Finanzen, Beteiligungen und Controlling.
Berufsbegleitend promovierte Baier an der Technischen Universität Braunschweig.
2002 wechselte er zur Stadt Salzgitter als Leiter für die Zentralen Steuerungsdienste (Beteiligungen, Controlling, Personal, Organisation, IT und Ratsangelegenheiten). Nebenamtlich war er Geschäftsführer der Versorgungs- und Verkehrsgesellschaft Salzgitter GmbH.
Von Oktober 2008 bis zum März 2012 war er Finanzvorstand der Stadt Osnabrück. Bei der Stadt Osnabrück war Baier nebenamtlich Geschäftsführer der Osnabrücker Beteiligungs- und Grundstücksentwicklungsgesellschaft mbH. 
Im Rahmen seiner Tätigkeit als Samtgemeindebürgermeister Bersenbrück ab 2012 war Baier nebenamtlicher Geschäftsführer der Alfsee GmbH, der HaseEnergie GmbH, der HaseWohnbau GmbH & Co. KG und der HaseBäder GmbH.
Mit der Leitung der Stabsstelle Informationstechnik der Landesverwaltung ist Baier der IT-Bevollmächtigte der Landesregierung.

## Ehrenamtliches Engagement
Baier hat die Bürgerstiftung Salzgitter als Geschäftsführer von 2003 bis 2008 aufgebaut und betreut. Von 2008 bis 2018 war er Stiftungsratsvorsitzender der Bürgerstiftung Osnabrück. Daneben war und ist Baier Mitglied in verschiedenen Vereinen.
Ferner ist Baier Vorstandsmitglied und Schatzmeister beim SGK Niedersachsen e.V. (Sozialdemokratische Gemeinschaft für Kommunalpolitik).

## Publikationen
- Operative Planung in Kommunen. Lohmar 2002, ISBN 3-89012-992-7.
- Erstellung des Produkthaushalts mit Hilfe einer Plankostenrechnung. In: E. Meurer, G. Stephan (Hrsg.): Rechnungswesen und Controlling in der öffentlichen Verwaltung. Freiburg 2003.
- Einführung der Doppik und der Kosten- und Leistungsrechnung in Salzgitter. In: E. Meurer, G. Stephan (Hrsg.): Rechnungswesen und Controlling in der öffentlichen Verwaltung. Freiburg 2004.
- Organisationsoptimierung und Prozessmanagement in öffentlichen Verwaltungen. In: R. Asghari (Hrsg.): E-Government in der Praxis. Frankfurt 2005, S. 35–66.
- Konzeptionelle Ausgestaltung und Einführung eines Management-Informationssystems bei der Stadt Salzgitter. In: E. Meurer, G. Stephan (Hrsg.), s. o., Oktober 2007
- Minderung von Haftungsrisiken für Aufsichtsräte und Geschäftsführer in kommunalen Gesellschaften durch Abschluss einer Konzern-D&O-Versicherung. In: E. Meurer, G. Stephan (Hrsg.): Rechnungswesen und Controlling in der öffentlichen Verwaltung. 6/2007.
- Kommunale Unternehmen (Teil I und II). In: Erfolgreiches Verwaltungsmanagement. WEKA-Media Verlag, September 2014
- Versicherung: Minderung der Haftungsrisiken für Aufsichtsräte und Geschäftsführer. In: CöV. Haufe Verlag, Heft 6-2015, S. 561–578.
- Auf Portalverbund vorbereitet. In: Kommune. Band 21, Ausgabe 6/2019, S. 38–39.